# Batalla de Hastenbeck
En la batalla de Hastenbeck se enfrentaron un ejército francés de 80 000 soldados y un ejército aliado, que tenía tropas de Reino Unido, Hannover, Hesse-Cassel y Brunswick de 60 000 soldados, en el marco de la guerra de los Siete Años. Tuvo lugar el 26 de julio de 1757 y en ella resultó victorioso el ejército francés que se encontraba bajo el mando de Louis Charles César Le Tellier, duque de Estrées.  

## Preludio
El final de la Guerra de Sucesión Austriaca dejó en la Emperatriz María Teresa I de Austria la insatisfacción de la pérdida de Silesia. Por otra parte, la zarina Isabel I de Rusia consideraba a Prusia como su principal obstáculo para la expansión rusa en la Europa Oriental.
Estos motivos dieron lugar a un acercamiento anglo-prusiano en 1755 mediante el tratado de Westminster, que era una alianza defensiva.
Los rusos desarrollaron un plan para iniciar la guerra en marzo de 1756, pero los austriacos los convencieron para que retrasasen el ataque hasta 1757. Federico II de Prusia, consciente de las expectativas de sus enemigos, decidió abrir las hostilidades. El objetivo fue Sajonia, que podía servir como base de operaciones a sus enemigos. Esta maniobra fue muy arriesgada, ya que 
Federico Augusto II era suegro del Delfín de Francia, y Luis XV se vio obligado a auxiliarle. Así se formó una alianza ofensiva antiprusiana con Rusia, el Sacro Imperio Romano Germánico y Francia a la que se añadieron Suecia y la mayoría de los príncipes alemanes.
Prusia conservó la alianza de Gran Bretaña, Hannover, Hesse-Cassel y Brunswick.
Tras vencer en la batalla de Lobositz y tomar Pirna, invade Bohemia y pone bajo asedio Praga. En mayo de 1757 vence al mariscal Browne en la batalla de Praga, falleciendo en esta batalla el Mariscal Conde de Schwerin, amigo del monarca.

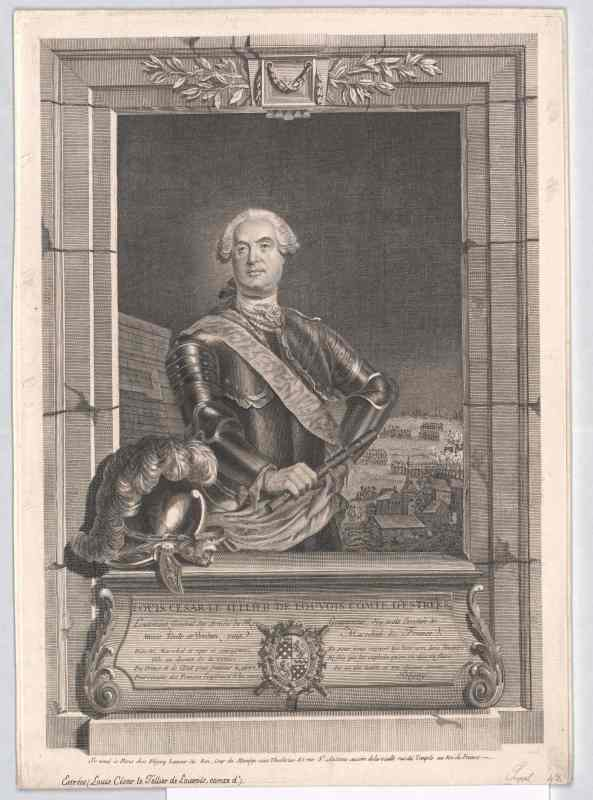
Louis Charles César Le Tellier, duque D´Estrées.

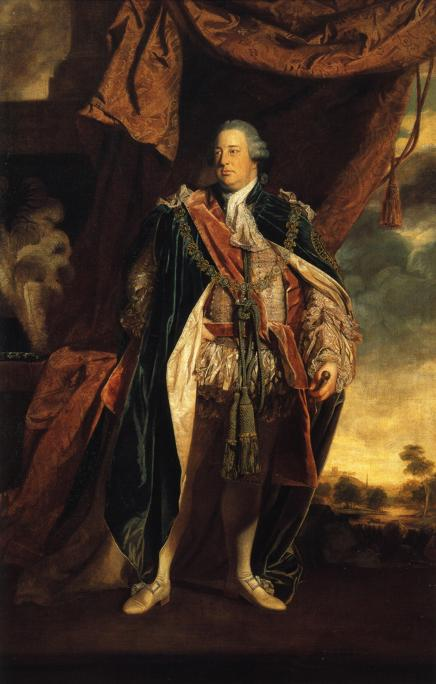
El príncipe Guillermo Augusto, duque de Cumberland. Obra de Joshua Reynolds.

En abril Leopold Joseph von Daun, al frente de otro ejército imperial, levanta el asedio a Praga tras vencer en la batalla de Kolín, en la que Federico II estuvo a punto de caer prisionero. Tras sufrir 14.000 bajas, Federico no tuvo más remedio que regresar a Sajonia.

## Movimientos previos
En abril de 1757, dos ejércitos franceses invaden Alemania con la intención de que los prusianos tengan que abandonar Bohemia.
Uno de esos ejércitos es comandado por Charles de Rohan, Príncipe de Soubise y marcha hacia el centro de Alemania para unirse con el ejército imperial al mando del Príncipe von Hildburghausen. Este ejército se enfrentará a Federico II de Prusia en la batalla de Rossbach (5 de noviembre de 1757).
El otro ejército francés está a las órdenes de Louis Charles César Le Tellier, duque D´Estrées, y está formado por 80.000 hombres operando en Westfalia. En abril, el duque D´Estrées cruzó el Rin y el Weser sin encontrar ninguna oposición y tomó la fortaleza de Wesel que había sido abandonada por los prusianos.
Guillermo Augusto, duque de Cumberland, que mandaba un ejército formado por 60.000 soldados de Gran Bretaña, Hannover, Hesse-Cassel y Brunswick, tenía la misión de oponerse a su avance hacia Hannover.
El ejército francés, aunque muy superior en fuerza a sus oponentes, se debilitó por las intrigas de los cortesanos y las opiniones sin resolver respecto del gobierno militar en este momento vigente. Louis François Armand de Vignerot du Plessis, mariscal de Richelieu, estaba intrigando contra D'Estrées, mientras que el conde de Maillebois cuestionaba la instrucción y preparación de las tropas.
El mariscal d'Estrées recibió información, de sus amigos en la capital, sobre las intrigas urdidas contra él y le avisaron de que sin duda Richelieu sería enviado para reemplazarlo, a menos que pudiera dar un golpe de efecto. En consecuencia, el 12 y el 13 de julio, las divisiones de Victor-François de Broglie y François Chevert fueron empujadas a través del Weser, mientras que el marqués de Auvel con otra parte del ejército marchaba a Emden, el único puerto que poseía Prusia, cuya guarnición se vio obligada a capitular. El conjunto de la Frisia Oriental cayó bajo dominio francés.
El 24 de julio, D'Estrées marchó hacia Latford, mientras que el ejército aliado avanzaba desde Minden a Hamelín, y dejó siete batallones cerca de Wickensen, informados de que los franceses estaban acampados cerca de Oldendorf.
El duque de Cumberland acampó en las proximidades de Halle, pero estando ya seguro de que la intención del mariscal francés era atacarlo, colocó a su ejército en una eminencia entre el Weser y el bosque.
El día 22, la vanguardia francesa, al mando de D'Armentieres, estaba acampada cerca de Heine con sus puestos de avanzada cerca de Grohnde, donde se había construido un puente sobre el río Weser, y 20.000 hombres, bajo el mando del duque de Broglie, cruzaron el río y acamparon en el llano. 
El duque de Cumberland tuvo la oportunidad de atacar de inmediato a este cuerpo del ejército francés que se hallaba aislado, ya que el resto del ejército se encontraba en Paderborn, pero no lo hizo.
El día 24, el mariscal francés asumió una posición frente Buchs Berg e hizo avanzar una columna de granaderos al mando del general Hardenberg hasta Volkershausen. 
Los franceses atacaron los puestos de avanzada aliados en Hastenbeck el día 25 al amanecer, y dirigieron dos columnas hasta Volkershausen a lo largo del bosque. 

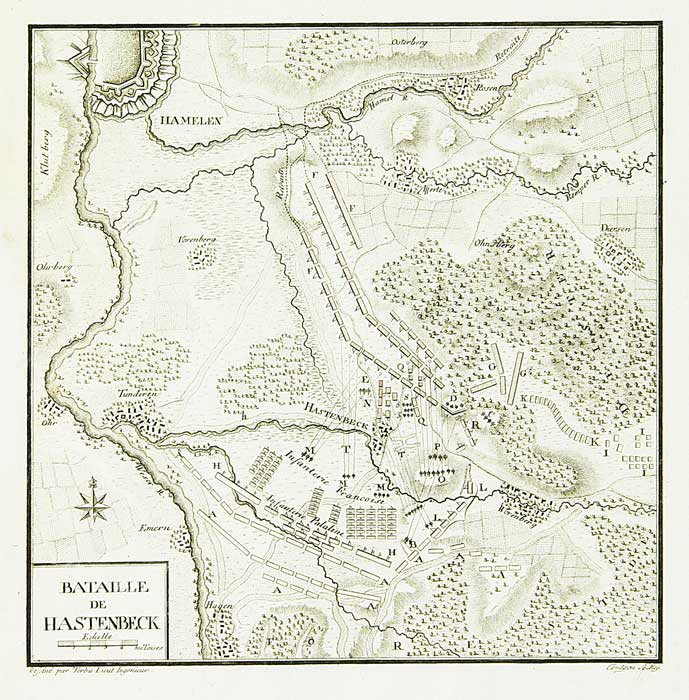
Disposición de las tropas en la batalla de Hastenbeck.

El duque de Cumberland reaccionó a estos movimientos franceses enviando al Coronel Breienbach con tres batallones a Bisperone para proteger el flanco izquierdo. Colocó su ala derecha apoyada en el río Weser, el centro estaba en la parte trasera de la aldea de Hastenbeck con una batería de artillería en una colina que había frente a la ciudad, llamada Obensburg; a la izquierda, situó dos baterías: una en un terreno elevado inmediatamente al norte de la colina Schmiedebrink, y la otra al noroeste de Voremberg. Estaban disponibles batallones de granaderos para proteger a la artillería. La formación se extendía cerca de 5 km. Frente a Hastenbeck, a la derecha, un pantano intransitable cubría la posición. Las tropas de esta zona fueron situadas además en un terreno elevado que descendía frente al pantano; en su línea de retirada estaba  la fortaleza de Hamelín, a unos 5 km en la parte posterior de su flanco derecho.
En el flanco izquierdo, Cumberland dio el mando del ala derecha al General Zastrow y el de la izquierda al General Imhoff. Hastenbeck fue ocupada por tropas que tenían la orden de salir de allí si fueran atacadas. Dos batallones y cinco escuadrones se situaron detrás de Hamelín, la artillería se colocó a la derecha de Hastenbeck. 
El día 25, François Chevert realizó con 12 batallones una marcha nocturna con el objetivo de rodear el ala izquierda enemiga y apoderarse de la aldea de Afferde.

## La batalla
Antes del amanecer del 26 de julio, el ejército francés se puso en marcha. El mariscal D´Estrées tenía la impresión de que el flanco derecho del duque de Cumberland y el sector central estaban bien protegidos y que la izquierda tenía un accesomuy difícil, pero como tenía que atacar, se decidió por intentarlo por la izquierda. 
La batalla comenzó con un duelo de artillería. A las nueve, Chevert atacó Obensburg. Las tropas ligeras de cazadores aliados fueron expulsadas con facilidad. Por otra parte, los granaderos que debía defender la artillería, temerosos de ser rodeados en el bosque, se replegaron dando la oportunidad a los franceses de hacerse con su artillería. Una vez que Chevert hubo empezado el asalto a Obensburg, el general d'Armentieres lanzó su ataque contra la artillería situada en Voremberg, con cuatro brigadas de infantería, una brigada de suizos y cuatro regimientos de dragones desmontados. 
En el centro, De Contades marchó hacia la colina Schmiedebrink y asaltó la batería inmediatamente al norte de la misma. Al principio, estos ataques fueron rechazados por el fuego de la artillería pesada, pero las dos baterías terminaron siendo tomadas.
El duque de Cumberland intentó apoyar a los cazadores que estaban apostados en la izquierda, pero fue rechazado por otra columna francesa y, viendo la pérdida de la artillería y pensando que podía ser atacado por la retaguardia, ordenó la retirada.
Sin embargo, Fernando de Brunswick, a la cabeza de dos batallones decidió atacar a los franceses a través del bosque, dirigiéndose al centro de las tropas de Chevert, quien inicialmente fue sorprendido y perdió varios cañones. El coronel Breienbach, con sus tres batallones, también atacó a Chevert, quien decidió retirarse creyendo que se enfrentaba a fuerzas superiores.
Cuando esto sucedía en el ala derecha francesa, el mariscal D´Estrées dirigía personalmente el ala izquierda contra el flanco derecho aliado, por dos caminos que cruzaban el pantano. El mariscal D´Estrées tuvo conocimiento del ataque de Fernando de Brunswick contra Chevert y dio la orden de retirada al ver tropas de caballería ligera aliada en su retaguardia.
Mientras, en el ala derecha francesa, Chevert consciente ya del pequeño número de adversarios que tenía enfrente, atacó a las tropas de Fernando de Brunswick y recuperó la colina Obensburg.

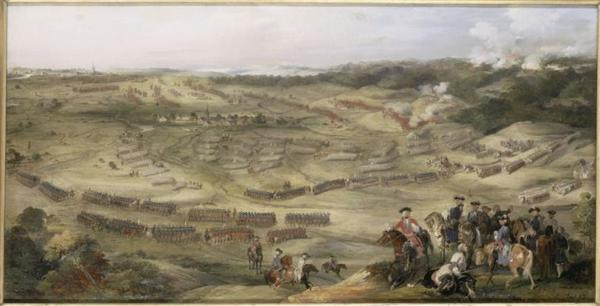
La batalla de Hastenbeck. Obra de Louis Edouard Rioult.

## Consecuencias de la batalla
El ejército aliado se retiró sin ser molestado. Hamelín se rindió después de haber sido asediado ocho días, Hannover y Brunswick fueron capturados por los franceses. El duque de Chevreuse fue enviado a tomar posesión de Hannover con 20.000 hombres y con el título de gobernador, mientras que Louis Georges Érasme de Contades recibió la orden de apoderarse de Hesse-Cassel. 
Las bajas de los aliados fueron 327 muertos, 907 heridos y 220 desaparecidos, mientras que las de los franceses ascendieron a 1.500.
Dos días después de la batalla, el mariscal de Richelieu se presentó en el campamento francés como sucesor en el mando del mariscal d'Estrées.
El 26 de agosto, los franceses tomaron posesión de Verden y el 29 y marcharon a Bremen, donde les abrieron de inmediato las puertas. 
El duque, muy presionado por todos lados, procuró mantenerse entre el Aller y el Elba hasta el cierre de la campaña. Un destacamento de artillería fue enviado a Buck-Schantz con órdenes de defender ese lugar, pero no podría detener al ejército francés muchos días. Richelieu se apoderó de un pequeño fuerte en la desembocadura del río Schwinge que cortaba la comunicación de los aliados con el Elba.
El duque de Cumberland se vio obligado a aceptar la mediación que le ofreció el rey de Dinamarca y firmó la Convención de Klosterzeven, mediante la cual se comprometía a evacuar Hannover. Como resultado de este acuerdo, 38 000 hanoveranos depusieron las armas y se dispersaron en diferentes acantonamientos.

## Actuación de los generales
Con respecto a la actuación del mariscal D´Estrées y del duque de Cumberland durante la batalla de Hastenbeck se han hecho varias observaciones que cuestionan su proceder.
Se elogia la posición elegida por el duque de Cumberland ya que su frente estaba cubierto por un pantano sobre el que solo existían dos caminos por los que era fácil repeler cualquier ataque. Su flanco derecho estaba bien protegido pero el flanco izquierdo, que se encontraba en una zona con difícil acceso, debía haber sido protegido por trincheras y con artillería lo que hubiese hecho la posición casi invulnerable.
Por otra parte si el ataque sobre el centro en Hastenbeck hubiese tenido éxito antes del ataque de Chevert podía haber quedado el ala izquierda aliada con su línea de retirada cortada.
El mariscal D´Estrées, por su parte, separó su ejército en varios cuerpos lo que podía haber llevado a que Chevert se quedase aislado en Afferde. El ataque sobre el ala izquierda debía haber sido apoyado por caballería que aunque no hubiese podido ayudar en el ataque, por lo escarpado del terreno, hubiese sido útil para perseguir al enemigo.
Sin embargo, el mayor fallo de D´Estrées fue el ordenar la retirada a causa de la aparición de caballería ligera en su retaguardia ya que no eran tropas numerosas y al ordenar la retirada perdió la oportunidad de conseguir una victoria más contundente.